# Peter Gomber
Peter Gomber (* 22. September 1966) ist ein deutscher Wirtschaftswissenschaftler und Hochschullehrer.

## Leben
Peter Gomber studierte  nach seiner Ausbildung zum Diplom-Kaufmann Wirtschaftswissenschaften an der Universität Gießen und wurde 1999 promoviert mit einer Dissertation zum Thema „Elektronische Handelssysteme“. Von 2000 bis 2004 leitete er als Direktor und Prokurist die Abteilungen Market Development Cash Market und Xetra Research der Deutschen Börse AG in Frankfurt am Main.
Seit 2004 ist Gomber Professor für Betriebswirtschaftslehre, insbesondere e-Finance am Fachbereich Wirtschaftswissenschaften der Goethe Universität Frankfurt am Main. Er ist Co-Chair und Mitglied des Vorstands des efl – the Data Science Institute. Außerdem lehrt in Executive-Kursen an der Goethe Business School, der Frankfurt School of Finance & Management, dem Amsterdam Institute of Finance, der ADG Business School und der Capital Markets Academy der Deutschen Börse. Er erhielt Berufungen auf Professuren an die Universität Bamberg (2004), an die Universität Mannheim (2009) und an die Universität Luxemburg (2018).
Schwerpunktmäßig beschäftigt sich Gomber mit Marktmikrostrukturtheorie, Digital Finance und Finanztechnologie, dem Einfluss regulatorischer Maßnahmen auf die Wertpapierindustrie und mit innovativen Konzepten und Technologien für den Elektronischen Wertpapierhandel. Er publizierte diesen Forschungsthemen in internationalen Fachzeitschriften wie z. B. Journal of Management Information Systems, Journal of Information Technology, Journal of the Association for Information Systems, und Journal of Empirical Finance.

## Mitgliedschaften (Auswahl)
- Mitglied des Börsenrates der Frankfurter Wertpapierbörse (seit 2011)[2]
- Mitglied des Aufsichtsrats der Clearstream Banking AG in Frankfurt[1]
- Mitglied des Aufsichtsrats der b-next AG in Herford (2008–2020)[1]
- Mitglied im Beirat der Capveriant GmbH in Garching[1]
- Mitglied des Wissenschaftlichen Beirats des Deutschen Aktieninstituts[1]
- Mitglied des Academic Advisory Board der Plato Partnership in London[1]
- Mitglied der Consultative Working Group (CWG) des Secondary Market Standing Committees der Europäischen Wertpapier- und Marktaufsichtsbehörde (2012–2018)[1]

## Auszeichnungen (Auswahl)
- Best Information Systems Publications Award 2020 der Association for Information Systems (Höchster internationaler Publikationspreis im Bereich der Wirtschaftsinformatik)[3]
- Hochschulpreis des Deutschen Aktieninstituts für Dissertationen 1999[4]
- Paul Julius Reuter Innovation Award 2000[4]
- IBM Shared University Research Grant (SUR) 2007[5]
- Best Paper Award der CEPR-Imperial-Plato Inaugural Market Innovator (MI3) Conference on the Evolving Market Structure in Europe and Beyond, London 2017[6]